# Betty Glosted
Betty Glosted (født 13. januar 1956) er en dansk skuespiller og sanger.

## Karriere
Glosted ville egentlig være operasanger, men medvirken i Nyborg Voldspils opsætning af Annie Get Your Gun rokkede ved denne plan. Hun blev ganske vist optaget på Det Fynske Musikkonservatorium, men sprang fra efter et halvt år. I stedet blev hun optaget på Skuespillerskolen ved Aarhus Teater, hvorfra hun blev færdiguddannet i 1979, og hun var derefter indtil 1990 en del af ensemblet ved samme teater. Hun debuterede i 1979 som Maria i West Side Story og spillede side blandt andet titelrollen i Annie Get Your Gun (1981), Eliza i My Fair Lady (1983) og Kate i Kiss Me Kate (1986). Efter en periode som freelance var hun i perioden 2004-2016 ansat på Odense Teater. Hun har særligt været kendt for sit repertoire inden for musikalske teaterformer som musical, operette og vaudeville, men hun har også spillet i andre genrer og blandt andet været Magdalone i Holbergs Maskerade (2005, Odense Teater), Abigail i Heksejagt og japansk konkubine i Top Girls.
Hun lavede i mange år sammen med Arne Lundemann Kerteminderevyen. Hun var også et par sæsoner deltager i tv-programmet Gæt og grimasser på DR,  og endelig har hun medvirket i enkelte film og tv-produktioner.

## Privatliv
Glosted har været gift med komponisten og sangeren Erik Andersen. Sammen med ham har hun to børn: Datteren Sibylle Glosted, der er operasanger og i lighed med moderen skuespiller, samt sønnen Peter.

## Medvirken i produktioner ved Odense Teater
- Anna Karenina, 2017
- Så længe mit hjerte slår, 2017
- Spillemand på en tagryg, 2015/2016
- Dogville, 2015/2016
- Ole Lukøje, 2014/2015
- Vores klasse, 2014/2015
- Skammerens datter, 2014/2015
- En dåre fri, 2014/2015
- Vores klasse - Cph Stage, 2014/2015
- Tjener for to herrer
- Snedronningen, 2013/2014
- Manden uden fortid, 2013/2014
- Huckleberry Finn, 2012/2013
- Nissebanden i julemandens land, 2012/2013
- De lærde kvinder, 2012/2013
- Hjemløs, 2011/2012
- Der var engang en dreng, 2011/2012
- Nytårsfesten 2012
- Askepot, 2011/2012
- Den eneste ene, 2011
- Kat på et varmt bliktag, 2011
- Calendar Girls, 2010
- Sweeney Todd, 2010
- Nøddebo Præstegård, 2009
- Trold kan tæmmes, 2009
- Kabaret for sjov, 2008
- Den skaldede sangerinde, 2009
- Sommer i Tyrol, 2008
- 12 møder med et vidunderbarn, 2008
- Heksejagt, 2007
- Troldmanden fra Oz, 2007
- Et juleeventyr, 2006
- Erasmus Montanus, 2006
- Uskyld, 2006
- Terrorisme, 2005
- Jul i Gammelby, 2004, 2005
- Mine to søstre, 2005
- Maskerade, 2005
- Midt om natten, 2004
- Skaf mig en tenor, 2004
- Anna og tyngdeloven, 2003
- Tartuffe, 2002

## Udvalgt filmografi
- Kærlighed ved første desperate blik (1994) – Rikke Brun, politibetjent
- Krøniken (tv-serie, 2003-2006) – Fru Mikkelsen
- To på flugt (2011) – stemme, Mor Gothel

## Referener
1. 1 2  Betty Glosted, danskefilm.dk, hentet 8. februar 2018
2. 1 2 3  "Velsyngende humørbombe", Fyens Stiftstidende, 21. januar 2005, hentet 8. februar 2019
3. ↑  Betty Glosted, Odense Teater, arkiveret fra originalen 9. februar 2019, hentet 8. februar 2019
4. 1 2  "Fødselsdag: Betty Glosted - 60 år", Aarhus Stiftstidende, 13. januar 2016, hentet 8. februar 2019
5. ↑  Gæt og grimasser (8:15), DR, hentet 8. februar 2019
6. ↑  Betty Glosted, dfi.dk, hentet 8. februar 2019
7. ↑  "Musicalstjernen vender hjem til Aarhus, Århus Stiftstidende 20. februar 2018".